# جند شریف
جند شریف (به انگلیسی: Jand Sharif) یک منطقهٔ مسکونی در پاکستان است که در ناحیه گجرات واقع شده‌است. جند شریف ۴٬۰۰۰ نفر جمعیت دارد و ۲۸۰ متر بالاتر از سطح دریا واقع شده‌است.